# 나선상균과
나선상균과(Spirochaetaceae)는 나선상균목에 속하는 세균과의 하나이다. 매독균, 라임병과 재귀열 등 질병의 원인균을 포함하고 있다.

## 하위 속
- Alkalispirochaeta
- 보렐리아속 (Borrelia) - 현재 보렐리아과(Borreliaceae)로 분류.
- Clevelandina
- Cristispira - 현재 보렐리아과(Borreliaceae)로 분류.
- Diplocalyx
- Hollandina
- Oceanispirochaeta
- Pillotina
- Pleomorphochaeta
- Rectinema
- Salinispira
- 나선상균속(Spirochaeta)
- 트레포네마속 (Treponema) - 매독균 포함